# Eurhopalothrix brevicornis
Eurhopalothrix brevicornis é uma espécie de formiga do gênero Eurhopalothrix, pertencente à subfamília Myrmicinae.